# Орджоникидзевский район (Керчь)
Орджоники́дзевский райо́н — упразднённый ныне внутригородской район на юге Керчи, существовавший в 1938—1988 годах. Один из трёх городских районов Керчи в этот период (наряду с Кировским и Ленинским районами).

## История
Орджоникидзевский район был образован вместе с двумя остальными районами в 1938 году и назван в честь Серго Орджоникидзе. К 1968 году в составе Керчи оказался бывший посёлок Аршинцево (результат объединения села Камыш-Бурун и села Горком, которое ранее именовалось Старый Карантин). К 1970 году в состав Керчи включено село Героевское (бывший Эльтиген). Эти новые микрорайоны вошли в Орджоникидзевский район и составили его основу в 1970—1980-е годы. Ликвидирован район Указом Президиума Верховного Совета Украинской ССР от 14 ноября 1988 года «О ликвидации районов в городе Керчь Крымской области».

## Население
| Население района            | 1939   | 1959   | 1970   | 1979   |
| Численность, человек        | 12 445 | 22 079 | 34 206 | 42 968 |
| Доля от населения города, % | 11,9 % | 22,4 % | 26,8 % | 27,4 % |

Первоначально, в 1930—1950-е годы, Орджоникидзевский район был самым малочисленным среди районов Керчи, однако впоследствии по численности населения занимал второе место после Кировского.

## Структура района
Микрорайоны
- Аршинцево
- Героевское
- Рыбная[10][11]

Основные магистрали
- Ул. Орджоникидзе
- Ул. Галины Петровой
- Ул. Главная
- Ул. Зябрева
- Ул. Колхозная
- Ул. Курортная
- Ул. Ульяновых
- Феодосийское шоссе[11]

## Экономика и транспорт
Крупнейшие предприятия
- Камыш-Бурунская ТЭЦ

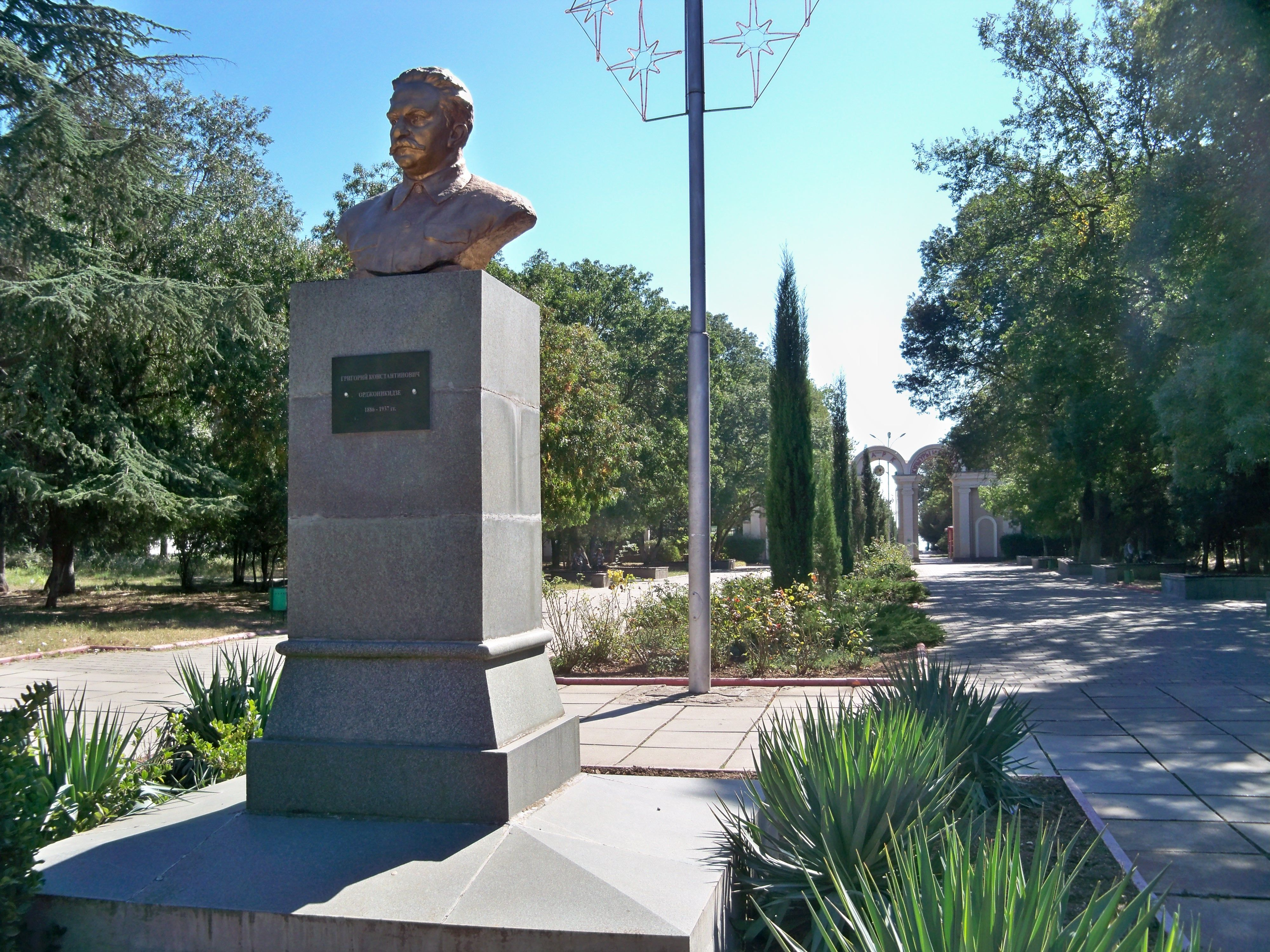
Памятник Г. К. Орджоникидзе на ул. Орджоникидзе у входа в парк

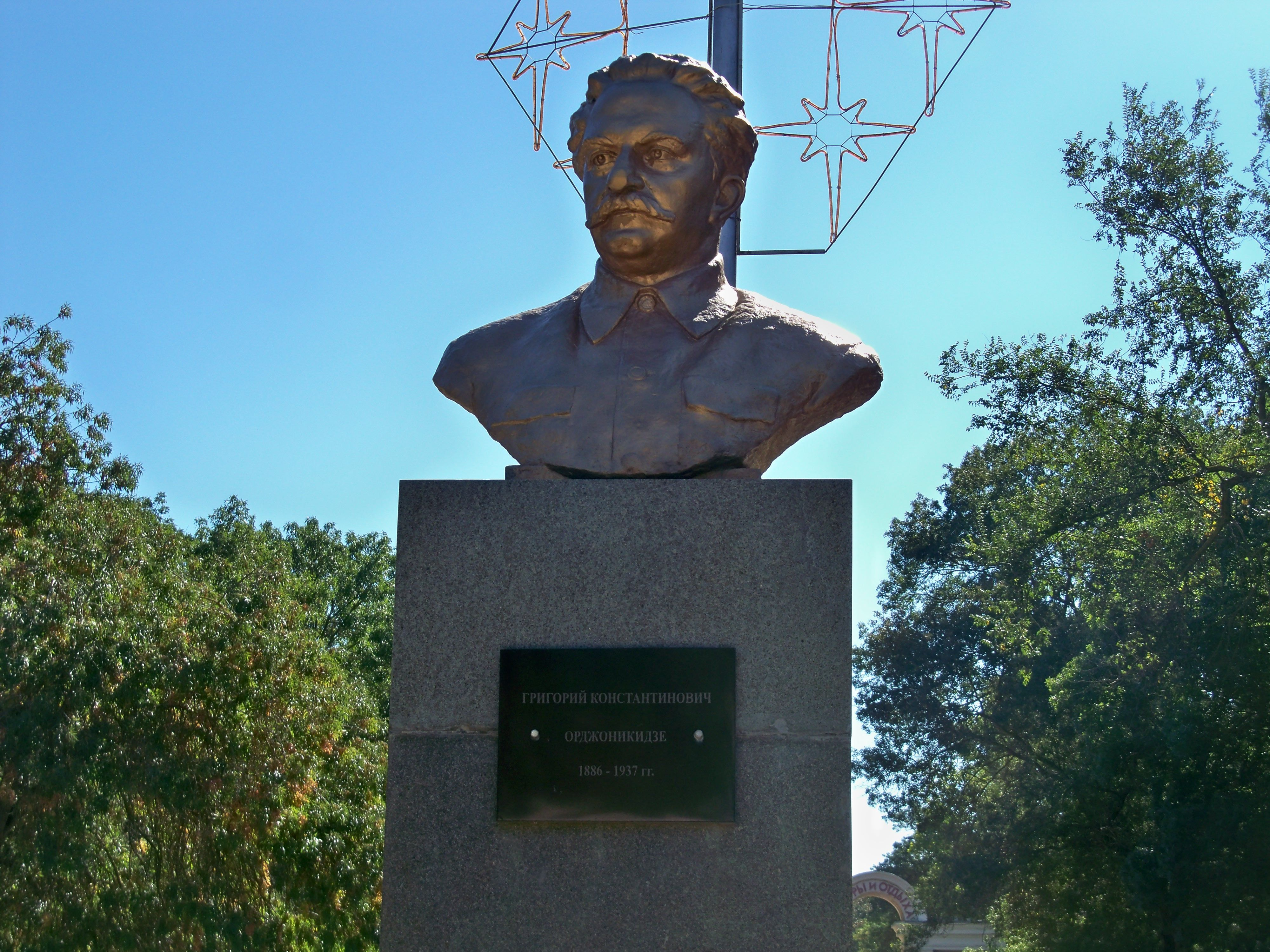
Памятник Г. К. Орджоникидзе в парке

- Камыш-Бурунский железорудный комбинат
- Керченский судостроительный завод «Залив»

Транспорт
- Автобусы: 5, 10, 10а, 14, 15, 16, 20, 21, 26, 63, 67, 68, 82[11]
- Железная дорога: станция Аршинцево
- Морские перевозки: грузовой порт Камыш-Бурун

## Образование и культура
Учебные заведения
- Филиал Донецкого института советской торговли[11]
- Керченский филиал Калининградского технического института рыбной промышленности и хозяйства

Достопримечательности
- Развалины античного города Нимфей
- Остатки античного городища Тиритака[12]
- Мемориальный комплекс Эльтигенского десанта (музей, памятники и памятные места)[11]
- Могильник Юз-Оба

## Спорт и рекреация
Спорт
- Дворец спорта
- Плавательный бассейн[11]

Рекреация
- Парк культуры и отдыха с памятником Г. К. Орджоникидзе
- Городской пляж на Камыш-Бурунской (Аршинцевской) косе[11]